# 成蹊大学大学院理工学研究科・理工学部
成蹊大学理工学部（せいけいだいがくりこうがくぶ）は、成蹊大学が設置する理工学部。
成蹊大学大学院理工学研究科（せいけいだいがくだいがくいんりこうがくけんきゅうか）は、成蹊大学が設置する大学院理工学研究科。
キャンパスは吉祥寺キャンパス。

## 概略
1962年に、成蹊大学に工学部が設置され、1966年には大学院工学研究科が設置された。2005年には理工学部3学科に改組し、2022年には、理工学部1学科5専攻に改組した。その5専攻は、データ数理専攻、コンピュータ科学専攻、機械システム専攻、電気電子専攻、応用化学専攻がある。
成蹊大学理工学科のカリキュラムでは理工学基礎科目という科目区分を設け、数学や物理などの理工学の基礎となる科目を充実させていて、学生は、科目ごとに所属する専攻単位で必修、選択必修、選択の区分が指定されている。
数学・物理・化学・生物などであまり得意でない学生向けには、自由科目として「数学入門」「物理学入門」「化学入門」「生物学入門」の４科目を用意し、基礎から学べるようサポートしている。
大学院理工学専攻では、学生はどのコースでも、「表現技術特論」・「エンジニアリングデザイン」・「実験計画法とデータ解析」・「環境の科学と工学」・「生命科学の最前線」・「学際分野特殊研究」など技術者・研究者に必要とされる共通科目を設定し、基礎を重視した教育を行っている。

## 沿革
- 1962年 - 成蹊大学に工学部を設置

- 1966年 - 大学院工学研究科を設置

- 2001年 - 工学部経営工学科を工学部経営・情報工学科に改称

- 2002年 - 理工学部実験実習棟（大学14号館）が完成

- 2005年 - 工学部機械工学科、電気電子工学科、応用化学科、経営・情報工学科、物理情報工学科の工学部5学科を理工学部3学科に改組し、理工学部物質生命理工学科、情報科学科、エレクトロメカニクス学科を設置。

- 2012年 - 理工学部エレクトロメカニクス学科を理工学部システムデザイン学科に名称変更

- 2022年 - 理工学部物質生命理工学科、情報科学科、システムデザイン学科の理工学部3学科を理工学部1学科5専攻に改組し、理工学部理工学科データ数理専攻、コンピュータ科学専攻、機械システム専攻、電気電子専攻、応用化学専攻を設置

- 2024年 - 理工学部エリア（大学11号館・12号館・13号館)を再開発し、大学新11号館が完成予定。

## 学部・学科・専攻
成蹊大学理工学部は「１学科５専攻」を採用し、次の５つの専攻がある。
- データ数理専攻

- コンピュータ科学専攻

- 機械システム専攻

- 電気電子専攻

- 応用化学専攻

## 大学院
理工学専攻
- 物質生命コース

- 情報科学コース

- システムデザインコース